# ایم دائه-وون
ایم دائه-وون (کره‌ای: 임 대원؛ زادهٔ ۱۶ اوت ۱۹۷۶) کشتی‌گیر اهل کره جنوبی است.